# Anomoia bivittata
Anomoia bivittata es una especie de insecto del género Anomoia de la familia Tephritidae del orden Diptera.

## Historia
Wang la describió científicamente por primera vez en el año 1996.